# Le Longeron
Le Longeron és un municipi francès situat al departament de Maine i Loira i a la regió de País del Loira. L'any 2007 tenia 2.053 habitants.

## Demografia

### Població
El 2007 la població de fet de Le Longeron era de 2.053 persones. Hi havia 806 famílies de les quals 206 eren unipersonals (109 homes vivint sols i 97 dones vivint soles), 270 parelles sense fills, 310 parelles amb fills i 20 famílies monoparentals amb fills.
La població ha evolucionat segons el següent gràfic:
Habitants censats

### Habitatges
El 2007 hi havia 858 habitatges, 811 eren l'habitatge principal de la família, 14 eren segones residències i 32 estaven desocupats. 818 eren cases i 38 eren apartaments. Dels 811 habitatges principals, 619 estaven ocupats pels seus propietaris, 183 estaven llogats i ocupats pels llogaters i 9 estaven cedits a títol gratuït; 4 tenien una cambra, 47 en tenien dues, 104 en tenien tres, 164 en tenien quatre i 492 en tenien cinc o més. 607 habitatges disposaven pel capbaix d'una plaça de pàrquing. A 359 habitatges hi havia un automòbil i a 404 n'hi havia dos o més.

### Piràmide de població
La piràmide de població per edats i sexe el 2009 era:
| Homes | Edats   | Dones |
| ----- | ------- | ----- |
| 0     | 95 o +  | 0     |
| 0     | 90 a 94 | 4     |
| 4     | 85 a 89 | 24    |
| 4     | 80 a 84 | 16    |
| 36    | 75 a 79 | 40    |
| 28    | 70 a 74 | 28    |
| 72    | 65 a 69 | 44    |
| 24    | 60 a 64 | 44    |
| 68    | 55 a 59 | 64    |
| 68    | 50 a 54 | 76    |
| 60    | 45 a 49 | 68    |
| 76    | 40 a 44 | 32    |
| 100   | 35 a 39 | 92    |
| 80    | 30 a 34 | 72    |
| 36    | 25 a 29 | 48    |
| 64    | 20 a 24 | 52    |
| 60    | 15 a 19 | 88    |
| 28    | 10 a 14 | 92    |
| 64    | 5 a 9   | 52    |
| 40    | 0 a 4   | 44    |

## Economia
El 2007 la població en edat de treballar era de 1.324 persones, 998 eren actives i 326 eren inactives. De les 998 persones actives 942 estaven ocupades (531 homes i 411 dones) i 56 estaven aturades (22 homes i 34 dones). De les 326 persones inactives 157 estaven jubilades, 110 estaven estudiant i 59 estaven classificades com a «altres inactius».

### Ingressos
El 2009 a Le Longeron hi havia 853 unitats fiscals que integraven 2.113 persones, la mediana anual d'ingressos fiscals per persona era de 16.687 €.

### Activitats econòmiques
Dels 79 establiments que hi havia el 2007, 2 eren d'empreses extractives, 3 d'empreses alimentàries, 9 d'empreses de fabricació d'altres productes industrials, 14 d'empreses de construcció, 19 d'empreses de comerç i reparació d'automòbils, 4 d'empreses de transport, 2 d'empreses d'hostatgeria i restauració, 8 d'empreses financeres, 2 d'empreses immobiliàries, 5 d'empreses de serveis, 6 d'entitats de l'administració pública i 5 d'empreses classificades com a «altres activitats de serveis».
Dels 24 establiments de servei als particulars que hi havia el 2009, 1 era una oficina de correu, 3 oficines bancàries, 4 tallers de reparació d'automòbils i de material agrícola, 3 paletes, 2 guixaires pintors, 4 fusteries, 1 lampisteria, 2 electricistes, 3 perruqueries i 1 restaurant.
Dels 5 establiments comercials que hi havia el 2009, 1 era una botiga de més de 120 m², 3 fleques i 1 una botiga de roba.
L'any 2000 a Le Longeron hi havia 42 explotacions agrícoles que ocupaven un total de 1.769 hectàrees.

## Equipaments sanitaris i escolars
L'únic equipament sanitari que hi havia el 2009 era una farmàcia.
El 2009 hi havia una escola elemental. Le Longeron disposava d'un liceu d'ensenyament general amb 432 alumnes.

## Poblacions més properes
El següent diagrama mostra les poblacions més properes.